# 프린세스 츄츄
《프린세스 츄츄》(Princess TuTu)는 발레를 주제로 한 애니메이션 작품으로, 2002년 8월부터 2003년 5월까지 방영하였다.
프린세스 츄츄(Princess TuTu)의 Tutu는 발레리나는 입는 발레의상의 명칭이다. 불어발음으로서 우리발음으로도 튀튀라 읽을 수 있지만 본 작품이 일본에서 제작되어 일본어에 튀튀란 발음이 없고 ‘tu’을 ‘츄’로서 가까운 발음을 하고 있다. ‘츄츄’란 발음은 tutu의 일본식 발음인 것이다. 굳이 ‘튀튀’라 정하기보다는 ‘츄츄’란 어감이 작품의 성격과 잘 부합되어 원작 그대로의 제목을 사용하게 되었다.

## 작품소개
왕관 모양의 둥그런 성벽에 둘러싸인 크로네 마을. 이 마을에는 오랜 역사와 전통을 자랑하는 예술 학교, 크로네 학원이 있다. 이 학원에서 발레를 배우는 소녀, 아히루! 아히루는 같은 발레반의 선배, 뮤토를 동경하고 있다.
언제나 슬픈 얼굴의 뮤토! 그는 아히루의 영원한 왕자님이다. 그러나 뮤토에게는 아름답고 총명한 여자친구가 있었으니 그녀의 이름은 루! 그리고, 언제나 뮤토의 곁에 그림자처럼 붙어 다니는 왕자의 기사, 파키아! 과연 아히루는 프린세스가 되어 동경하는 왕자님과 파드되를 출 수 있을까?
(아히루는 오리라는 뜻이다.)

## 줄거리
"옛날 옛날에"라고 나즈막한 할머니의 동화 이야기로 시작되는 프린세스 츄츄는 예쁜 그림체와는 달리 꽤 어두운 내용을 전달하는 무게감 있는 작품이다. 크로네 마을에는 전해 내려오는 동화가 있다. 악마같은 까마귀를 물리치는 용감한 왕자의 이야기인데 그 작가인 드롯셀마이어가 집필 도중 갑자기 죽고 만다. 동화 속에서 위기에 몰린 까마귀는 이 틈을 타 세상밖으로 뛰쳐 나오고 왕자도 함께 이를 쫓아 밖으로 나온다. 그리고 왕자는 있는 힘을 다해 자신의 심장으로 까마귀를 봉인하고 그로 인해 왕자의 심장은 여러조각으로 쪼개져 세상 곳곳으로 흩어져 버렸다. 죽은 줄로만 알았던 드롯셀마이어는 사실은 죽지 않고 "이거 재밌겠는걸"이라며 관망하고 있었다. 그리고 크로네 학원의 오리인 아오리를 인간의 모습으로 바꾸어 이야기에 참여시켜 동화를 더욱 흥미진진하게 이어나간다. 아오리는 보이지 않는 목소리(드롯셀마이어의 목소리)에 이끌려 우연한 기회를 통해 동화 속 왕자인 뮤토를 구해게 되고 잃어버린 심장의 조각도 되찾아준다. 이를 계기로 아오리는 뮤토를 위해 목숨까지도 바치겠다는 굳은 다짐을 한다. 이후 아오리와 뮤토, 그리고 멋진 기사 파키아와 루를 둘러싼 모든 인물들에게 이상한 일이 생기며 점점 이야기는 결말을 향해 치닫는다.

## 등장인물
- 아히루(성우-김미정)
- 뮤토(성우-변현우)
- 파키아(성우-오인성)
- 루(성우-박영희)
- 드롯셀마이어(성우-서광재)
- 고양이 선생님(성우-홍승표)